# IC 5131
IC 5131 — галактика типу E/SB0 () у сузір'ї Південна Риба.
Цей об'єкт міститься в оригінальній редакції індексного каталогу.